# Joan van Hoorn
Johannes Petrus van Hoorn (Amsterdam, 16 november 1653 – Amsterdam, 21 februari 1711) was een raad van Indië en gouverneur-generaal. Jo(h)an kreeg te maken een oorlog tegen de voormalige slaaf Soerapati op Oost-Java en Bali en met de Eerste Javaanse Successieoorlog. Van Hoorn werd in 1708 gedwongen te vertrekken en is in 1709 opgevolgd door zijn schoonvader Abraham van Riebeeck. Hij bouwde in Indië een fabelachtig vermogen op. François Valentijn schreef, dat hij niet geloofde dat er ooit een landvoogd van Indië is geweest "van zoo groote middelen als deze Heer".

## Biografie
Van Hoorn was de zoon van buskruitfabrikant Pieter Janse van Hoorn (1619-) en Sara Bessels, een kleinkind van Gerard Reynst. Haar vader Adam Bessels was in het gezelschap van Coenraad van Klenck en Balthasar Coyett, de zoon van Frederick Coyett, naar Rusland geweest. Op 22 december 1662 werd zijn vader benoemd tot extraordinair raad van Indië. Hij verkocht op 16 april 1663 zijn land en kruittoren aan de stad en vijf dagen later vertrok het hele gezin, waaronder een tweeling, naar Batavia. Het schip Alphen kwam zeven maanden later aan.
Na de val van de Ming-dynastie zakte de handel met China tijdelijk in en werden initiatieven genomen de nieuwe keizer Kangxi gunstig te stemmen. Begin juli 1666 reisde Joan met zijn vader, vergezeld van de koopman Constantijn Nobel, een secretaris, zes lijfwachten, zes soldaten, twee trompetters, een kok, een chirurg met twee assistenten en een tekenaar naar China. Er was voor een half miljoen gulden handelswaar aan boord, zoals peper en sandelhout en voor 100.000 gulden aan geschenken, waaronder een orgel, perzische tapijten, verrekijkers, vier Perzische paarden, en een rijtuig met twee Bengaalse ossen. Joan van Hoorn werd aan een aantal Chinese meisjes uit Fuzhou (Fujian) voorgesteld. Vanwege bureaucratische procedures kon pas in januari worden begonnen aan de reis per schip naar Peking. Ze passeerden 37 steden, o.a. Nanping, Hangzhou, Suzhou, Linqing en 47 sluizen. Het gezelschap werd vijf maanden later door de nieuwe machtshebbers in Peking ontvangen in het keizerlijk paleis van de 13-jarige Kangxi. Na het diner kregen ze zakjes om het overgebleven restant mee naar huis te nemen, iets wat de Hollanders niet gewend waren. Ze zouden om de acht jaar een bezoek aan Peking moeten brengen en kregen toestemming om het andere jaar handel te drijven vanuit Kanton. De ambassade was geen succes. De keizer of zijn regenten hadden alle geschenken geweigerd en drie van de vijf schepen werden zonder te kunnen lossen teruggestuurd. Begin januari 1668 waren de reizigers terug in Batavia.

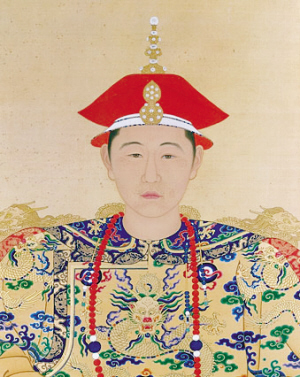
De twintigjarige Kangxi

Olfert Dapper gebruikte het materiaal in zijn Gedenkwaerdig Bedreyf Der Nederlandsche Oost-Indische Maetschappye, op de Kuste en in het Keizerrijk van Taising of Sina: Behelzende het Tweede Gezandschap Aen den Onder-Koning Singlamong en veldheer Taising Lipoui Door Jan van Kampen en Konstantijn Nobel Amsterdam, Jacob van Meurs, 1670. Vervolgt met een verhael van het voorgevallen des jaers zestien hondert drie en vier en zestig, op de Kuste van Sina, en ontrent d'Eilanden Tayowan, Formosa, Ay en Quemuy, onder 't gezag van Balthasar Bort: En Het derde Gezandschap Aen Konchy, Tartarsche Keizer van Sina en Oost-Tartarye: onder beleit van zijne Ed. Pieter van Hoorn. Beneffens een beschryving van geheel Sina. Het werk was rijk voorzien van illustraties en leverde een belangrijke bijdrage aan de beeldvorming van China in Europa.

### Carrière

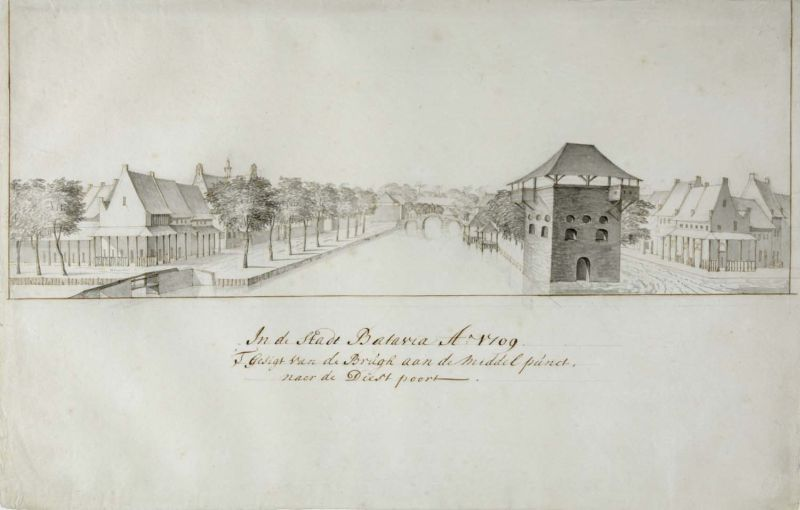
Batavia in 1709, collectie Wereldmuseum Amsterdam

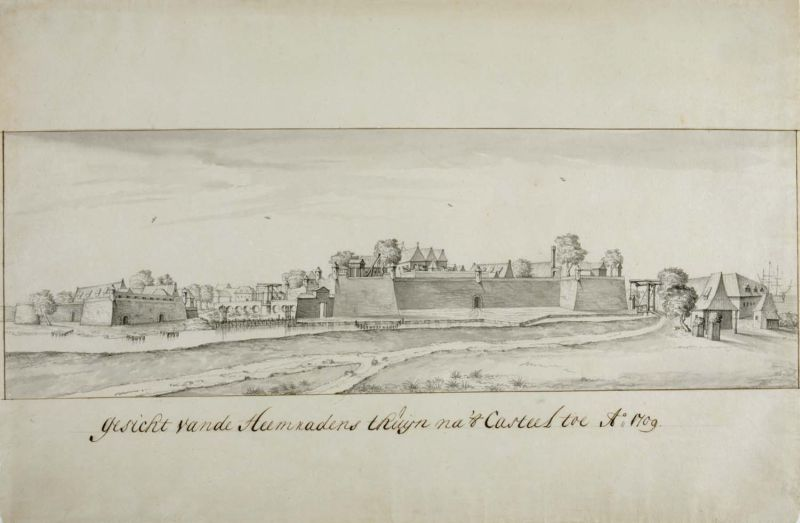
Het Kasteel van Batavia in 1709, collectie Wereldmuseum Amsterdam

In 1671 werd Joan assistent en twee jaar later onderkoopman. In 1676 werd hij koopman en diende als secretaris bij de Raad van Indië. In 1682 werd hij buitengewoon lid van deze raad; in 1686 gewoon raad. Hij trouwde in 1678 met de 14-jarige Anna Struys, dochter van de rijke vrijburger Abraham Struys, die handel dreef op Macau. Hij is tweemaal als gezant naar Bantam geweest toen de VOC Sultan Hadji steunde in de strijd tegen zijn vader Ageng. Die strijd werd door VOC-troepen onder kapitein François Tack (1649-1686) beslist ten gunste van Sultan Hadji, waarop de VOC het monopolie op de handel met Bantam verkreeg en de Engelse Oost-Indische Compagnie moest uitwijken naar het veel ongunstiger gelegen Bengkulu. François Tack was Van Hoorns zwager. Tack en 80 van zijn mannen werden in 1686 op een diplomatieke missie naar Mataram bij het kraton van Kartasoera om het leven gebracht door de bende van Soerapati.
Van Hoorn, en na hem Isaac de Saint-Martin, speelde een grote rol bij het in cultuur brengen van de Ommelanden van Batavia met nieuwe marktgewassen zoals suiker en koffie, waarbij hij plannen gemaakt door zijn vader ten uitvoer bracht. Het land werd toegewezen aan Javanen, Balinezen, Ambonezen, Makassaren en Chinese immigranten, die allen zoveel mogelijk in hun eigen kampongs leefden onder het lokale bestuur van hun eigen hoofden. Van Hoorn was vanaf september 1684 president van het College van Heemraden, dat het landbezit nauwkeurig in kaart bracht. In de loop der tijd vermengden de gemeenschappen zich tot de huidige orang betawi, zoals de inwoners van Jakarta zich tegenwoordig noemen. In 1686 zette Van Hoorn een nieuw gezantschap op naar China. In 1689 werd Van Hoorn benoemd tot directeur-generaal (de tweede in rang bij de VOC in Azië), een functie die hij tot 1704 bekleedde, en waarin hij de compagnieadministratie reorganiseerde, particulier initiatief aanmoedigde en samen met bevriende Chinezen de suikerindustrie opbouwde. Zelf werd hij de grootste eigenaar van suikerrietplantages. In 1701 werd hij gouverneur-generaal als opvolger van zijn schoonvader Willem van Outhoorn. Christoffel van Swol protesteerde tegen zijn benoeming vanwege het nepotisme en Van Hoorn aanvaardde deze functie pas in 1704, nadat hij had bedongen drie man (Mattheus de Haan, Hendrick Zwaardecroon en Willem Matthijs de Roo) in de Raad van Indië te kunnen benoemen.
Van Hoorns ambtsperiode werd bemoeilijkt door de Eerste Javaanse Successieoorlog. Na het overlijden van de oude soesoehoenan Amangkoerat II van Mataram meldden zich in Batavia gezanten van twee troonpretendenten. Een zoon, Soenan Mas, die gesteund werd door Soerapati, en een broer, Pangeran Poeger. Omdat de eersten medeplichtig waren aan de moord op Francois Tack en zijn soldaten in Kartasoera besloot de Raad van Indië onder druk van Van Hoorn om Poeger te steunen. De daaropvolgende vier jaar durende oorlog viel uit ten gunste van Poeger, die zich liet kronen als Pakoeboewono I. Soerapati werd in oktober 1706 in het oosten van Java in het nauw gedreven en gedood. Soenan Mas werd in 1708 met zijn vrouwen en kinderen verbannen naar Ceylon. In de oorlog kwamen tienduizenden mensen om het leven. De strijd had de VOC 2,3 miljoen gulden gekost.
Van Hoorn had botanische interesse en stimuleerde, op advies van Nicolaes Witsen, de aanplant van koffiestruiken. In 1708 werd ook hij teruggeroepen vanwege te sterke familiebanden of begunstiging van de Chinese bevolkingsgroep in Batavia. Hij werd opgevolgd door zijn schoonvader Van Riebeeck, voorheen zijn ondergeschikte als directeur-generaal.
Op 30 oktober 1709 droeg hij zijn taken over en week later vertrok Van Hoorn met tegenzin, samen met zijn vrouw Johanna, zijn dochter Pieternelletje, en een groot gevolg, waaronder Papoea's uit Nieuw-Guinea, als admiraal van de retourvloot op het schip Zandenburg; privé nog eens wissels ter waarde van 472.000 gulden meenemend. De vloot bleef drie maanden bij Kaap de Goede Hoop liggen. Johanna schreef brieven en stuurde zaad en planten aan haar ouders; Joan was inmiddels ziek geworden en deed verslag van zijn bezoek aan Simon van der Stel in Groot Constantia en van de wijn. Ze kwamen pas half juli aan bij Texel. Van Hoorn werd vergezeld door zijn Chinese lijfarts Tjoebitia, die volgens sommige bronnen reeds na zes weken, maar mogelijk pas na zes maanden met de kerstvloot terugkeerde. Burgemeester Witsen had Tjoebitia namelijk in december 1710 nog bij zijn ziekbed laten komen waarna 'op Chinese wijze' zijn pols was gevoeld. Witsen waagde het niet zijn medicijnen in te nemen, schreef hij aan een vriend.
Joan van Hoorn had nog maar amper een huis betrokken in de Gouden Bocht op Herengracht 450, toen hij 21 februari 1711 stierf. N.B. drie weken nadat hij zijn graf in de Nieuwe Kerk had uitgezocht.

### Huwelijk en kinderen
Joan was drie keer getrouwd. Zijn eerste huwelijk met Anna Struys in 1678 bleef kinderloos, maar maakte hem financieel zeer vermogend. Op 24 juli 1692 hertrouwde hij met Susanna Agneta van Outhoorn, dochter van de gouverneur-generaal Willem van Outhoorn. Van de vier dochters uit dit huwelijk bleef alleen Pieternelletje (Petronella Willemina), geboren in 1698, in leven. Zij onderhield later een bewaard gebleven briefwisseling met haar grootvader Willem van Outhoorn. Op 16 november 1706, zijn verjaardag, trouwde Joan voor de derde maal met Johanna van Riebeeck, oudste dochter van Abraham van Riebeeck en Elisabeth van Oosten, en de weduwe van de gouverneur van Ceylon Gerrit de Heere. Hun enig zoontje stierf of werd begraven op 2 februari 1708 slechts enkele dagen oud.
Na het overlijden van haar echtgenoot, hertrouwde Johanna van Riebeeck in 1712 met Cornelis Bors van Waveren. Haar stiefkind Pieternella trouwde op 5 mei 1715 op 17-jarige leeftijd met Jan Trip de jonge en hertrouwde, na Trips overlijden, op 8 juli 1722 met Lubbert Adolph Torck. Pieternelletje was na het overlijden van haar vader de erfgename van het kapitaal van 1.140.000 gulden, naar schatting 22 miljoen hedendaagse euro's. Het huidige landgoed Beeckestijn is grotendeels aangelegd door Pieternelletje van Hoorn en haar twee echtgenoten.

## Werken
- Corte beschrijvinge van het Noord-Oostelijckste gedeelte van Javas opkomst en voortgangh (1700)
- Copia geschrift door d'Edele Heer directeur generaal Joan van Hoorn, den 23e Augustus 1700. Aan haar Edele Agtbare overgelevert, Nevens de daar toe gehorende Extracten der brieven van de Edele Hoogh Agtbare Heeren en Meesters, Excepto eenige die bij de Colombose Secretarije niet te vinden sijn, En bij de Notitie hiervoor ingebonden komt te blijcken 1700
- Aantekening van mij, Joan van Hoorn, gouverneur-generaal van Nederlants India...op ons vertreck van Batavia naar 't Lieve Vaderlant (1709)
- Resolutien bij den Heer gouverneur generaal Joan van Hoorn onder breden raad der retourvloot genomen tusschen Batavia en Cabo de goede Hoop, Volgende aan de Caab, [en] Tusschen de Caab en't Patria (1709)
- Rapport belangende den toestants van saaken der Nederlandse Compagnie in India gedaen door Joan Pietersz. van Hoorn, van Amsterdam, jongst geweesen gouverneur generaal in Oost Indien, en sodanig met de retourvloot der eerste en tweede besendinge van Batavia als van Ceijlon te samen sterke 20 scheepen over Caab de Goede Hoop door den Zeegen des Almagtigen, behouden in de havenen des Lieven Vaderlands gearriveert met het schip Zandenburg den 16 Julij 1710 en overgelevert aan [de] Bewinthebberen tot vergadering van 17 tot Amsterdam

Gouverneur-generaal van de VOC

Both · 
Gerard Reynst · 
Reael · 
Coen · 
Carpentier · 
Coen · 
Specx · 
Brouwer · 
Van Diemen · 
Van der Lijn · 
Carel Reyniersz · 
Maetsuycker · 
Rijcklof van Goens · 
Speelman · 
Camphuys · 
Van Outhoorn · 
Van Hoorn · 
Van Riebeeck · 
Van Swol · 
Zwaardecroon · 
De Haan · 
Durven · 
Van Cloon · 
Patras · 
Valckenier · 
Thedens · 
Van Imhoff · 
Mossel · 
Van der Parra · 
Van Riemsdijk · 
De Klerk · 
Alting

 

Gouverneur-generaal van staatswege

Van Overstraten · 
Siberg · 
Wiese · 
Daendels · 
(Britse interventie: Raffles en Fendall) · 
Van der Capellen · 
De Kock · 
Du Bus de Gisignies · 
Van den Bosch · 
Baud · 
De Eerens · 
Van Hogendorp · 
Merkus · 
Jan Reijnst · 
Rochussen · 
Duymaer van Twist · 
Pahud · 
Prins · 
Sloet van de Beele · 
Prins · 
Mijer · 
Loudon · 
Van Lansberge · 
s'Jacob · 
Van Rees · 
Pijnacker Hordijk · 
Van der Wijck · 
Rooseboom · 
Van Heutsz · 
Idenburg · 
Van Limburg Stirum · 
Fock · 
De Graeff · 
De Jonge · 
Tjarda van Starkenborgh Stachouwer
- Biografisch Portaal: 48982606
- Digitale Bibliotheek voor de Nederlandse Letteren: hoor034
- International Standard Name Identifier: 0000 0003 8713 9103
- Library of Congress Control Number: no2021077972
- Nederlandse Thesaurus van Auteursnamen: 198002467
- Virtual International Authority File: 280043196